# Государственный переворот в Сирии (1970)
Государственный переворот в Сирии (1970) (иначе именуемый Коррекционной революцией или Коррекционным движением, араб. الحركةالتصحيحية‎) (англ. Corrective Movement) — название политического процесса, проходившего в Сирийской арабской республике в 1970 году, в результате которого Хафез аль-Асад приобрёл всю полноту государственной власти 13 ноября 1970 года. В ходе «Коррекционной революции» были отстранены от власти руководитель государства генерал Салах Джадид, к этому моменту фактически утративший свои реальные полномочия, и сирийский премьер-министр Нуреддин аль-Атасси.

## Предпосылки
Хафез аль-Асад постепенно начал стремиться к захвату власти после поражения сирийского военного контингента в ходе вооружённого вмешательства во внутреннюю ситуацию в Иордании в ходе «чёрного сентября» с целью поддержания палестинских военизированных организаций. В этот период Хафез аль-Асад де факто координировал основные военно-политические процессы в стране, будучи одним из наиболее влиятельных людей в Сирии, в то время Салах Джадид сохранял формальную должность главы государства, хотя на самом деле успел утратить своё влияние. После участия в церемонии прощания с лидером Египта Гамаль Абдель Насером Асад вернулся в Сирию, чтобы принять участие во внеочередном Национальном конгрессе, который состоялся 30 октября 1970 года. Именно в связи с поражением в Иордании и смертью Насера Джадид утратил свои главенствующие позиции в стране.

## Переворот. Смещение и арест Джадида
Между тем политическая борьба между Салахом Джадидом и Хафезом Асадом продолжалась. В ходе конгресса Хафез Асад подвергся резкому осуждению со стороны Джадида и его сторонников, которые составляли большинство делегатов съезда. Тем не менее, ещё до прибытия на конгресс предусмотрительный Асад приказал верным ему войскам окружить здание, в котором мероприятие должно было состояться. Критика политической стратегии Асада между тем продолжалась, хотя когда войска, лояльные Асаду, взяли здание в полное кольцо, делегаты конгресса поняли, что проиграли. Тем не менее съезд принял решение 12 ноября 1970 года об отстранении от власти Хафеза Асада и его соратника Мустафы Тласа, который впоследствии станет министром обороны САР и будет занимать эту должность до 2002 года. После того, как Асад узнал о своём отстранении, он начал действовать более активно, приказав верным ему войскам арестовать Джадида и тех, кто сохранял ему лояльность. После этого Джадид был приговорён к заключению в тюрьме Меззе, где и умер в 1993 году. Переворот не повлёк за собой политическую нестабильность и прошёл без человеческих жертв. Единственным доказательством переворота для внешнего мира было то, что бумажные СМИ, радиостанции и телеканалы прекратили свою деятельность либо оказались отключенными. Вскоре после переворота было утверждено временное Региональное командование, а новое правительство под руководством Асада опубликовало свой первый указ 16 ноября 1970 года.

## Первые шаги Асада после переворота
Вскоре после осуществления «Коррекционной революции» Асад, число сторонников которого в гражданской иерархии уступало числу сторонников свергнутого Джадида, начал назначать на различные государственные должности людей из религиозной общины алавитов для того, чтобы ослабить влияние суннитов. Правда, в дальнейшем Асад назначал на ключевые должности и суннитов. Примерно 2000 человек были назначены Асадом на самые разные посты в государстве, в числе которых были Жорж Саддикни, идеолог баасизма, а также Шахир аль-Фаххам, который являлся партийным секретарём Баас в момент созыва первого (учредительного) конгресса партии в 1947 году. Впрочем, несмотря на рост поддержки начинаний Асада на должности главы Сирии, многие члены Регионального командования в ходе собрания 1970 года не поддержали его в намерении назначить президентом страны номинальное лицо. В результате Асад пошёл на создание отдельной властной структуры, независимой от партийной иерархии.

## Назначения суннитов
В качестве важного акта «коррекционной политики» Асад во время 11-го Национального конгресса инициировал коренные изменения в национальной политике государства. В частности, предшественники Асада пытались законодательно ограничить контроль над исламом в общественной жизни и в государственных структурах. По причине того, что Конституция Сирии предполагала, что только мусульманин мог стать президентом государства, Асад, в отличие от Джадида, позиционировал себя в качестве правоверного и благочестивого приверженца ислама. Для того, чтобы заручиться поддержкой улемов, Асад исправно посещал службы в суннитских мечетях и проявлял интерес к суннитским доктринам, несмотря на то, что являлся алавитом. Для того, чтобы привлечь на свою сторону ту часть населения Сирии, которая исповедовала суннизм, в том числе и недавних сторонников арестованного Джадида, Асад назначил на формальную должность главы государства влиятельного суннитского проповедника и религиозного толкователя Ахмада аль-Хатиба; впрочем, его должность носила церемониальный характер. Вскоре Асад назначил суннитов на ключевые должности в государственной иерархии, в военной сфере и в партийном руководстве. В частности, в кабинете министров Асада, сформированном после переворота, суннитами были премьер-министр, министр обороны и глава МИД. В первой половине 1970-х годов Хафез Асад воспринимался высшими духовными руководителями Сирии, в частности, верховным суннитским муфтием Дамаска, как правоверный мусульманин; также Асад совершил хадж. В своих публичных выступлениях Асад в начале 1970-х годов часто использовал термин «джихад», а также «шахада», в особенности, когда комментировал необходимость продолжения военно-политической борьбы с Израилем.

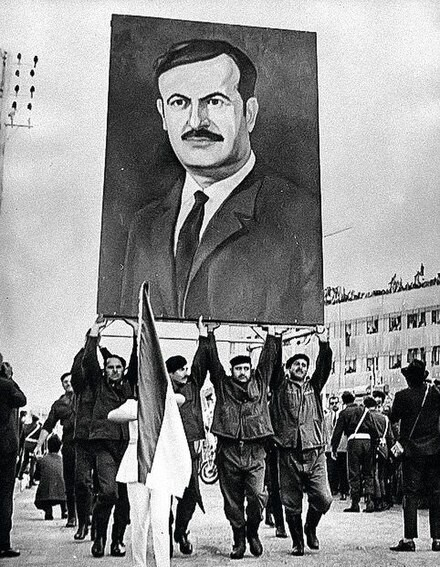
Сирийцы маршируют с гигантским портретом Асада в руках

## Изменение идеологии
Впрочем, через какое-то время Асад начал ограничивать роль религиозного фактора во властных структурах, вместо этого взяв курс на активную пропаганду социалистической идеологии и арабского культурно-политического национализма. Именно при Асаде начал складываться новый социалистический класс сирийского населения, представители которого отодвигали свою этнорелигиозную принадлежность на второй план в соотношении с национально-идеологической.

## Экономические реформы
Асад пересмотрел экономическую политику своих предшественников. В частности, он трансформировал стратегию радикального экономического социализма и несколько усилил роль частного сектора в экономической системе. Во многом «коррекционную политику» Асада в экономическом плане можно квалифицировать как стремление к достижению альянса между левоориентированными баасистами и представителями влиятельной дамаскской буржуазии. Также Асад взял курс на строительство «народной демократии», во многом напоминающей социалистическую экономику по польскому и венгерскому образцу, когда агропромышленный сектор находился преимущественно в частном владении.

## Внешнеполитическая деятельность
«Коррекционные реформы» Хафеза Асада вскоре после совершённого переворота во внешнеполитической области были направлены на нормализацию отношений с другими арабскими государствами, поскольку во времена непродолжительного президентства Джадида страна оказалась в дипломатической изоляции. Асад стремился установить рабочие отношения с Египтом и Саудовской Аравией. Одной из главных внешнеполитических задач Асада было установить «ось Дамаск-Каир-Эр-Рияд» для того, чтобы усилить военно-политическое взаимодействие в идеологической борьбе с Израилем. Несмотря на заключённый договор об «оси», Египет и Сирия потерпели поражение в Войне Судного дня; впрочем, Саудовская Аравия и другие аравийские монархии-экспортёры нефти прекратили продавать нефть в западные государства.

## Праздник 16 ноября
День 16 ноября (начало проведения «коррекционных реформ») являлся одним из главных государственных праздников в Баасистской Сирии.